# Čerević
Čerević (serbisch-kyrillisch Черевић, deutsch [veraltet] Cserevics) ist ein Dorf mit etwa 2800 Einwohnern in der Opština Beočin, Serbien.

## Religion

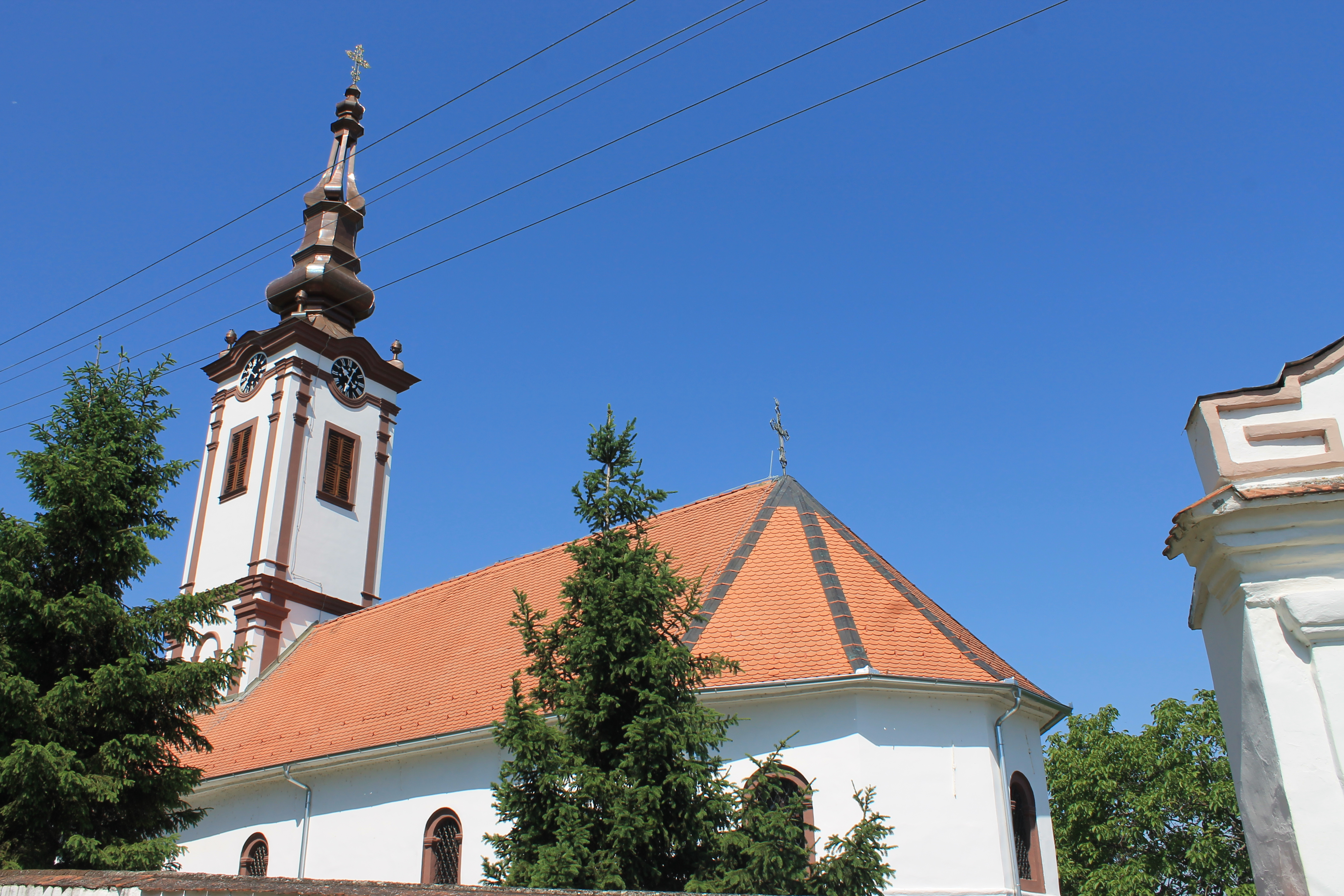
Serbisch-orthodoxe Kirche Hl. Sava

Im Dorf steht die serbisch-orthodoxe Kirche Hl. Sava aus dem Jahre 1744. Sie ist ein Kulturdenkmal von großer Bedeutung. 
Unweit östlich der Kirche Hl. Sava steht die römisch-katholische Kirche St. Josef. Im Ort existieren zwei Friedhöfe und im südlichen Dorfgebiet in der Fruška Gora, im Wandergebiet der Testera, steht die 1910 erbaute, serbisch-orthodoxe Kapelle Hl. Großmärtyrer Eustachius.